# 文明の衝突
『文明の衝突』（ぶんめいのしょうとつ）は、アメリカ合衆国の政治学者サミュエル・P・ハンティントンが1996年に著した国際政治学の著作。原題は『The Clash of Civilizations and the Remaking of World Order』（文明の衝突と世界秩序の再編成）。
冷戦が終わった現代世界においては、文明化と文明化との衝突が対立の主要な軸であると述べた。特に文明と文明が接する断層線（フォルト・ライン）での紛争が激化しやすいと指摘した。記事の多くはイスラム圏、ロシアについてであり、他の地域に関してはおまけ程度の扱いである。

## 沿革
ハンティントンは1927年にニューヨーク市で生まれ、18歳でイェール大学を卒業後、米陸軍で勤務し、シカゴ大学で修士号を、ハーバード大学で博士号を取得し、同大学で23歳の若さで教鞭をとった。ハーバード大学のジョン･オリン戦略研究所の所長でもあった。1977年から1978年には米国の国際安全保障会議で安全保障を担当した経歴を持つ。その研究は主に政治、軍事に関連するものが多く、政軍関係に関する『軍人と国家』、政治変動に関する『変革期社会の政治秩序』などがある。
本書はハンティントンの論文『文明の衝突?』（クエスチョンマーク入りで本書とは異なる）から派生したものである。この論文はアメリカン・エンタープライズ公共政策研究所でのハンティントンの講義をもとに雑誌『フォーリン・アフェアーズ』の1993年夏号にて発表され、激しい論争をもたらした。もともとはジョン･オリン戦略研究所の「変容する安全保障環境と米国の国益」プログラムにおける活動の成果でもある。1992年にかつての教え子フランシス・フクヤマによって発表された『歴史の終わり』に呼応する形で発表され、また2001年のアメリカ同時多発テロ事件やそれに引き続くアフガニスタン紛争やイラク戦争を予見した研究として注目を浴びた。イスラム圏にも波紋を呼び、イランのモハンマド・ハータミーの文明の対話やトルコのレジェップ・タイイップ・エルドアンがスペインのホセ・ルイス・ロドリゲス・サパテロとともに提案した文明の同盟構想に影響を与えた。

## 内容
本書はそれまでの「西側」、「東側」、「国民国家」などの国際政治の視座ではなく、文明に着目して冷戦後の世界秩序を分析する国際政治学的な研究である。その内容は、文明の概念と特徴を定義した第一部「さまざまな文明からなる世界」、非西欧文明の発展を論じている第二部「文明間のバランスのシフト」、文明における文化的秩序の発生について論じた第三部「文明の秩序の出現」、文明間の紛争や戦争について論じた第四部「文明の衝突」、そして西欧文明の復興や新時代の世界秩序について論じた第五部「文明の未来」から成り立っている。

### 諸文明の世界観
ハンティントンはまず文化が国際政治においても重大な役割を果たしていることを指摘した。特に冷戦後において文化の多極化が進み、政治的な影響すら及ぼした。なぜなら文化とは人間が社会の中で自らのアイデンティティを定義する決定的な基盤であり、そのため利益だけでなく自らのアイデンティティのために政治を利用することがあるためである。伝統的な国民国家は健在であるが、しかし行動は従来のように権力や利益だけでなく文化によっても方向付けられうるものである。そこで現在の諸国家を七つまたは八つの主要文明によって区分することがハンティントンにより提案された。
ここで議論されている文明という概念については、文化的、歴史的な着眼から考察されている。そもそも文明とは何かという議論について、文明は複数は存在しないという見解がある。つまり文明とは未開状態の対置概念であり、そして西欧社会は唯一の文明であった。この文明の見解は社会の発展という観点からのみ定義されるものであるが、文明と文化の関連からも考察できる。文明は包括的な概念であり、広範な文化のまとまりであると考えられる。文明の輪郭は言語、歴史、宗教、生活習慣、社会制度、さらに主観的な自己認識から見出される。人間は重複し、また時には矛盾するアイデンティティを持っているために、それぞれの文明圏に明確な境界を定義することはできないが、文明は人間のアイデンティティとして最大限のものとして成立している。だからこそ文明は拡散しても消滅することはなく、ある一定のまとまりを持って存在している。
エマニュエル・トッドは家族構造と人口統計にもとづいて世界を認識している。このため『文明の衝突』をまったくの妄想と見なしている。
ただし世界政治における行為者として文明を位置づけているわけではない。文明は文化的なまとまりであって、政治的なまとまりではない。あくまで文明はさまざまな行為主体の政治行動を方向付けるものである。近代世界以後の日本を除く全ての主要文明が2か国以上の国家主体を含んでいる。文明の総数については歴史研究において学説が分裂している。16個、21個、8個、9個などと文明の数え方にはいくつかの基準がある。しかしハンティントンの分析は、歴史的には最低限でも主要文明は12個存在し、そのうち7つは現存せず、新たに2個または3個の文明が加わったと考えれば、現在の主要文明は7個または8個であるとした。

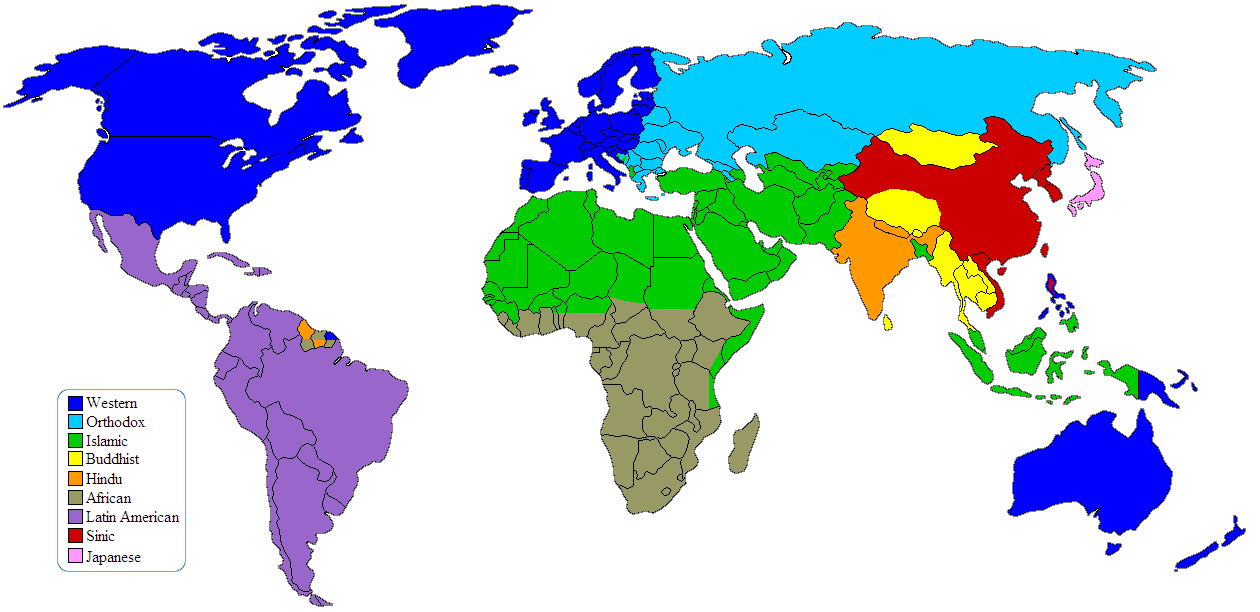
主要文明が有する文明圏の分布を示す世界地図

西欧文明 ■ Western
8世紀に発生し、西方教会に依拠した文明圏である。19世紀から20世紀は世界の中心だったが、今後、中華、イスラム圏に対して守勢に立たされるため団結する必要がある。
東方正教会文明 ■ Orthodox
16世紀にビザンツ文明（東ローマ帝国）を母体として発生し、正教に立脚した文明圏である。
イスラム文明 ■ Islamic
7世紀から現れたイスラム教を基礎とする文明圏であり、その戦略的位置や人口増加の傾向、石油資源で影響力を拡大している。(トルコは文化や歴史的に西に近い。)
仏教文化 ■ Buddhist
モンゴル、チベット、タイ、ミャンマーなどは仏教文化として括られているが積極的な行為主体とは考えていない。
ヒンドゥー文明 ■ Hindu
紀元前20世紀以降にインド亜大陸において発生したヒンドゥー教を基盤とする文明圏である。
アフリカ文明 ■ African
アフリカ世界における多様な文化状況に配慮すれば、文明の存在は疑わしいものであるため、主要文明に分類できないかもしれない。
ラテンアメリカ文明 ■ Latin American
西欧文明と土着の文化が融合した文明、主にカトリックに根ざしている文明圏である。
中華文明 ■ Sinic
紀元前15世紀頃に発生し、儒教に基づいた文明圏であり儒教文明とも呼ぶ。その中核を中国として、台湾、朝鮮、韓国、ベトナム、シンガポールから成る。経済成長と軍備の拡大、および国外在住の華人社会の影響力を含め、その勢力を拡大しつつある。
日本文明 ■ Japanese
2世紀から5世紀において中華文明から独立して成立した文明圏であり、日本一国のみで成立する孤立文明。
その他 ■
エチオピアやハイチとイスラエルはどの主要文明にも属さない孤立国である。

### 変容する文明
近代において圧倒的な影響力を与えた西欧文明は現在では二面性があり、それは圧倒的な優位を誇る先進的な文明という側面と、相対的に衰弱しつつある衰退途上の文明という側面である。このような西欧文明の衰退には極めて長期的な衰退であること、また不規則な進行で衰退すること、権力資源が量的に低下し続けていることといった特徴がある。特に領土、経済生産、軍事力全ての面での衰退が始まっていることは顕著であり、21世紀においても西欧文明は最強の文明であり続けることが可能であったとしても、その国力の基盤は着実に縮小していくことになるとハンチントンは予測した。
このような衰退の兆候は近年の諸事件に見出すことができる。その一つに地域主義の発生がある。文明開化の歴史には例外なく文化を背景とした価値観、生活習慣、社会制度の変更が行われているが、近年の地域主義の進展によって、世界各地で文化摩擦と文化復興が見られる。また20世紀前半における宗教衰退の予測は誤っていたことが証明された。「神の復讐」と呼ばれるこの宗教復興運動はあらゆる文明圏で発生しており、宗教に対する新しい態度が現代社会にもたらされた。この運動はかつての近代化がもたらした社会変革に対する反動、西欧の衰退に伴う西欧化への反発、冷戦の終結によるイデオロギーの影響力低下などの諸要因によって発生したと考えられる。
地域主義と宗教の再生は世界的に認められる現象であるが、これが顕著なのがアジアである。中華文明、日本文明、イスラム文明において経済成長が目立って進んだ結果、西欧文明の文化に対する挑戦的な態度が見られるようになった。20世紀において東アジアでは日本がまず高度経済成長を遂げ、これは日本の特殊性によるものだと解釈する研究もなされた。しかしその後に日本だけでなく香港、台湾、韓国、シンガポール、中国、マレーシア、タイ、インドネシアでも経済成長しつつある。そしてそれまでの西欧文明が与えたオリエンタリズムに反発し、儒教や漢字などのアジアの文化の普遍性が主張されるようになっていった。
同様にイスラム文明も台頭しつつあり、近代化を進めながらも西欧文化を拒否して独自のイスラム文明を再構築しようとしている。近年のイスラム復興運動とはこのような社会状況を背景とする文化的、政治的運動であり、イスラムの原理主義はその要素に過ぎない。

### 文明の内部構造
世界政治において文化やアイデンティティが重大な影響を果たすようになれば、文明の境界線にしたがって世界政治の枠組みは再構築されることになる。かつてのアメリカとソヴィエトによって形成されたイデオロギーの勢力圏に代って、それぞれの文明の勢力圏が新たな断層線、フォルト・ラインを生み出し、そこで冷戦中にはなかった紛争が頻発するようになっている。1990年代以降に世界的なアイデンティティの危機が出現しており、人々は血縁、宗教、民族、言語、価値観、社会制度などが極めて重要なものと見なすようになり、文化の共通性によって協調や対立が促される。
このような文化に根ざした政治的対立や協調を理解する上で冷戦期において冷戦期とは異なる用語が導入されなければならない。アメリカとソヴィエトの超大国に対し、諸国の関係は同盟国、衛星国、依存国、中立国、非同盟国のどれかであった。しかし冷戦後は文明に対してその文明を構成する国家である構成国、その文明において文化中心的な役割を果たす中核国、文化を共有しない孤立国、二つ以上の文化的な集団によって分裂している分裂国、引き裂かれた国家として国家主体を位置づける枠組みが必要である。
冷戦後の世界政治において主要文明の中核国は重要な役割を果たすようになっている。中核国は他国を文明の構成員に誘致し、また拒否する重要な行為主体である。ある文明の参加各国は中核国を中心に同心円に位置しており、全ての国は文化を共有する文明圏に参加し、協力しようとするが、文化的に異なるものには対抗しようとする。これは安全保障や経済とは明らかに異なる行動原理であり、区別しなければならない。中核国が持つ勢力圏は文明圏と一致し、その影響力は文化水準や文化の影響力などによって左右される。

### フォルト・ライン戦争
文明が相互に対立しあう状況は深刻化しつつあり、微視的にはイスラム文明、ヒンドゥー文明、アフリカ文明、西欧文明、東方正教文明がその当事者に挙げられるが、巨視的には西欧文明と非西欧文明の対立として理解できる。なぜなら政治的独立を勝ち取った非西欧文明は西欧文明の支配を抜け出そうとしており、西欧文明との均衡を求めようとする。このような関係が敵対的なものになるにはいくつかの側面があるが、イスラム文明や中華文明は挑戦する存在として西欧文明と緊張関係にあり、場合によっては敵対関係になりうる主要文明である。ラテンアメリカ文明やアフリカ文明は西欧文明に対して劣勢であり、また西欧文明に依存的な態勢であるために対立することは考えにくい。一方でロシア文明、インド文明、日本文明は中間的な主要文明であり、状況によっては協力的にもなり、対立的にもなると考えられる。つまり最も衝突の危険が高い主要文明はイスラム文明と中華文明である。
文明の衝突とは2つの視点から見ることができる。一つは地域において文明のフォルト・ラインにおいて紛争が勃発する形態である。これは国境地帯や国内の異民族集団によって発生する。このような文明の衝突は民族浄化などの事件を引き起こす事件であり、バルカン半島における民族問題はその典型的な事例である。もう一つは世界において主要文明の中核国と他の文明の列強との間で紛争が勃発する形態であり、これらの争点は古典的な国際政治学の問題として研究されている。それは世界的な政治的影響力、相対的な軍事力、繁栄や経済力、人間、価値観や文化、領土などがそれである。
フォルト・ライン紛争とは文明圏の間で生じる紛争であり、フォルト・ライン戦争はこれが暴力化したものを指す。戦争は必ず終結するものと考えられているが、フォルト・ライン戦争は必ずしも将来終結するとは限らない。なぜならフォルト・ライン戦争とは文明間の異質性に根ざしたフォルト・ラインによるものであり、地理的な近接性、異なる社会制度や宗教、歴史的記憶によって半永久的に引き起こされうるものである。したがってフォルト・ライン戦争が終結するには二つの政治的展開が考えられる。一つは戦争当事者が暴力の有効性を否定して穏健派が意思決定の主導権を握り、相手との和平に合意しなくてはならない。また戦闘停止の利害を共有し、また第三者の調停などの条件として考えられる。

### 新しい世界秩序
冷戦期において脅威とされていた共産主義勢力の次に出現した新たな世界秩序において、最も深刻な脅威は主要文明の相互作用によって引き起こされる文明の衝突であることが分かる。世界の主要文明の中核国によって世界戦争が勃発する危険性は否定できない。なぜならフォルト・ライン戦争は最初の戦争当事者が一構成国であっても、その利害は必然的に文明全体に関わることになるためである。大規模な文明の衝突という最悪の事態を回避するためには中核国は他の文明によるフォルト・ライン戦争に軍事介入することには注意を払わなければならない。ハンティントンはこの不干渉のルールと、文明の中核国が交渉を行い、自己が属する文明のフォルト・ライン戦争が拡大することを予防する共同調停のルールを平和の条件としている。そしてより長期的な観点から現在の不平等な文明の政治的地位は平等なものへと平和的に是正し、西欧文明と非西欧文明の衝突を予防する努力が必要であるだろう。ただしこれらの原則や政策は現状から考えて実施することは大きな困難である。しかし世界平和を求めるためにはそれまでとは異なる文明に依拠した政治秩序が必要であると結論する。

## 批判
- エマニュエル・トッドは宗教や表面上の文化のみで文明を分けるべきでないと、ハンティントンの諸文明の考察に反論している[7][8]。
- 田中宇は、イラク戦争等を予想したというよりも、これ自体が覇権運営の企画書ではないかとしている[9]。
- 東海大学文化社会学部教授の春田晴郎は、本書の超短評において「『文明の衝突』という本は、私の頭の中では、『神々の指紋』とほとんど同列に位置付けられています。何よりも「衝突」という言葉をタイトルに使っているのが評価できるでしょう。まるで、トンデモ本として名高いヴェリコフスキー『衝突する宇宙』と同じ類の本である、そう自ら主張しているようです」[10]と感想を述べている。

## 書誌情報

### 論説
- Huntington, Samuel P. (Summer 1993), “The Clash of Civilizations?”, Foreign Affairs (CFR) 72 (3):  22–49, doi:10.2307/20045621, ISSN 0015-7120, JSTOR 20045621 - 本書の元になった論説。
  - サミュエル・P・ハンチントン「文明の衝突」『フォーリン・アフェアーズ傑作選1922－1999　アメリカとアジアの出会い』 下、フォーリン・アフェアーズ・ジャパン 編・監訳、東京　朝日新聞社、2001年2月。ISBN 978-4-02-257564-7。

### 原書
- Huntington, Samuel P. (November 1996), The Clash of Civilizations and the Remaking of World Order (ハードカバー ed.), Simon & Schuster, ISBN 0-684-81164-2
- Huntington, Samuel P. (August 2, 2011), The Clash of Civilizations and the Remaking of World Order (ペーパーバック ed.), Simon & Schuster, ISBN 978-1-4516-2897-5
- Huntington, Samuel P. (June 2002), The Clash of Civilizations: And the Remaking of World Order (ペーパーバック ed.), Free Press, ISBN 978-0-74323-149-7

### 邦訳
- サミュエル・P・ハンティントン『文明の衝突』当眞洋一 編注、金星堂、1998年1月。ISBN 4-7647-3665-9。
- サミュエル・P・ハンティントン『文明の衝突』鈴木主税 編注、集英社、1998年6月。ISBN 4-08-773292-4。
  - サミュエル・ハンチントン 著、鈴木主税 訳『文明の衝突』 上、集英社〈集英社文庫 ハ20-2〉、2017年8月。ISBN 978-4-08-760737-6。
  - サミュエル・ハンチントン 著、鈴木主税 訳『文明の衝突』 下、猪口孝 解説、集英社〈集英社文庫 ハ20-3〉、2017年8月。ISBN 978-4-08-760738-3。

### 解説書
- サミュエル・P・ハンティントン『文明の衝突と21世紀の日本』鈴木主税 編注、集英社〈集英社新書 0015〉、2000年1月。ISBN 4-08-720015-9。 - 前半は1999年に発表された2論文「二十一世紀における日本の選択」と「孤独な超大国」。後半は本書の要約と図解からなる。